# اشتریه
اشتریه، روستایی از توابع بخش مرکزی شهرستان جعفرآباد در استان قم ایران است.

## جمعیت
این روستا در دهستان باقرآباد قرار دارد و براساس سرشماری مرکز آمار ایران در سال ۱۳۸۵، جمعیت زیرسه خانوار بوده‌است.